# Amazonka czerwonoczelna
Amazonka czerwonoczelna (Amazona festiva) – gatunek średniej wielkości ptaka z rodziny papugowatych (Psittacidae) zamieszkujący Amerykę Południową.

## Podgatunki
Zwykle wyróżnia się dwa podgatunki amazonki czerwonoczelnej. Niektóre ujęcia systematyczne (na przykład przyjęte przez Międzynarodową Unię Ochrony Przyrody) traktują je jako dwa oddzielne gatunki.
| Nazwa polska i łacińska                                          | Zdjęcie | Występowanie                                                | Opis |
| ---------------------------------------------------------------- | ------- | ----------------------------------------------------------- | --- |
| amazonka czerwonoczelna Amazona festiva festiva (Linnaeus, 1758) |         | dorzecze Amazonki                                           | W upierzeniu dominuje kolor zielony. Przez kantarki przechodzi wąski, ciemnoczerwony pasek. Nad okiem i na gardle ma niebieską plamę. Kuper i niższa część grzbietu są czerwone. Dziób ciemny. Długość ciała wynosi 34 cm, a waży około 370 g. |
| amazonka modrolica Amazona festiva bodini (Finsch, 1873)         |         | dorzecze Orinoko, sporadycznie po północno-zachodnią Gujanę | W odróżnieniu od podgatunku nominatywnego kantarki są czarne, czoło czerwone, a policzki niebieskie. |

## Ekologia
Środowisko
Przeważnie wilgotne lasy równikowe, występuje do 1000 m n.p.m., rzadko widziana daleko od wody.
Pożywienie
Między innymi owoce, nasiona, orzechy, kwiaty.
Lęgi
Samica składa 3 białe jaja w dziupli drzewa. Wysiaduje je przez ok. 28 dni. Pisklęta po wykluciu ważą 15 g i opuszczają gniazdo w wieku około 8 tygodni.

## Status
Międzynarodowa Unia Ochrony Przyrody (IUCN) od 2022 r. uznaje amazonkę czerwonoczelną i modrolicą za gatunki najmniejszej troski (LC – Least Concern). Wcześniej, od podziału taksonomicznego w 2014 r. były uznawane za gatunki bliskie zagrożenia (NT – near threatened). Trend liczebności populacji obu tych taksonów uznaje się za spadkowy. Do głównych zagrożeń należą wylesianie Amazonii oraz polowania i odłów z przeznaczeniem na handel międzynarodowy.